# Горішньоівачівський гідрологічний заказник
Горішньоіва́чівський зака́зник — водойма, гідрологічний заказник місцевого значення в Україні. Розташований біля села Івачева Горішнього Тернопільського району Тернопільської області, в межах південної частини Івачівської водойми, що на річці Серет. 

## Пам'ятка
Створений відповідно до рішення виконкому Тернопільської обласної ради № 496 від 26 грудня 1983. Перебуває у віданні Івачеводолішнівської сільської ради (36,96 га) та НДВКХЦ «ІНТЕР-КОРС» (0,44 га).

## Галерея

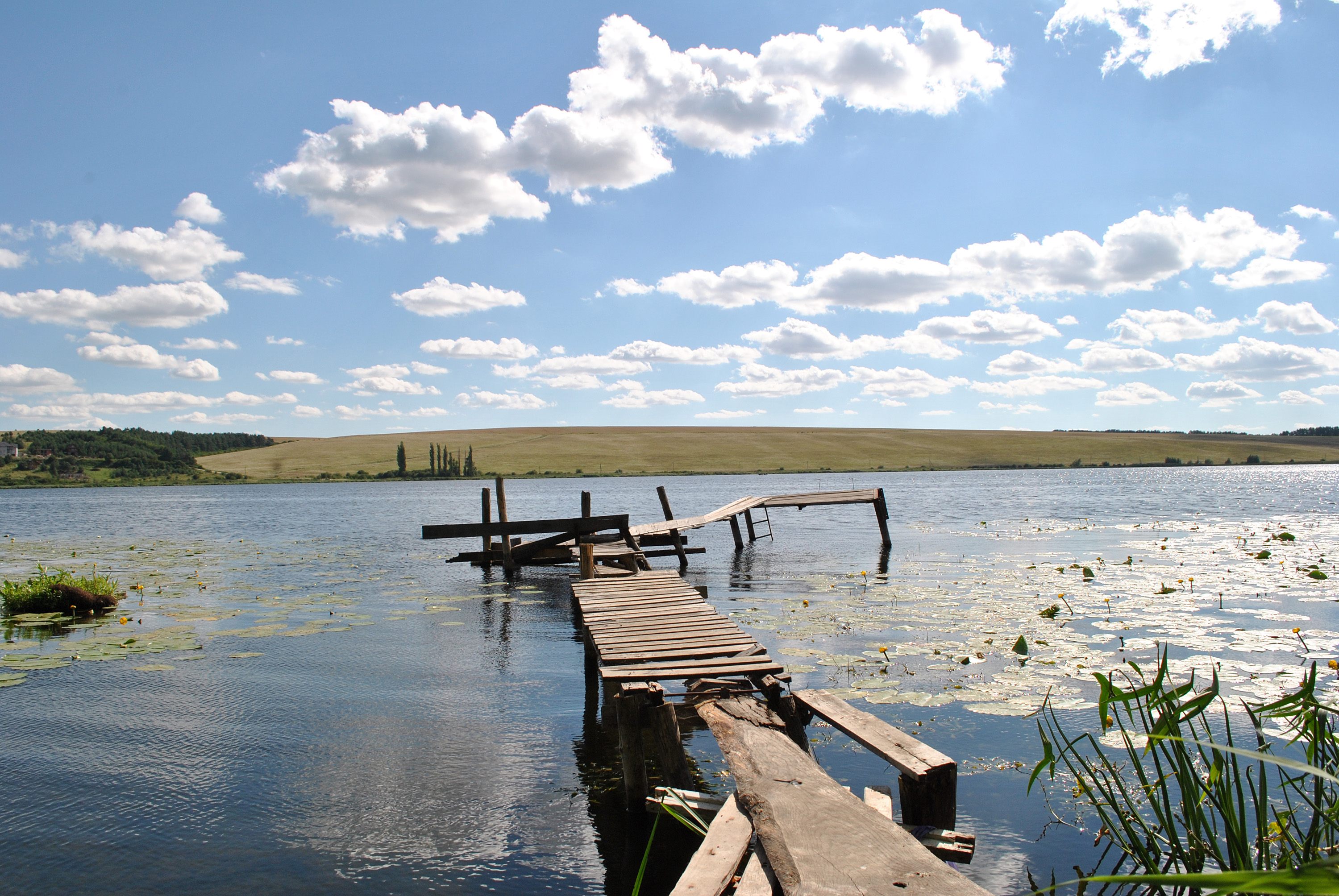
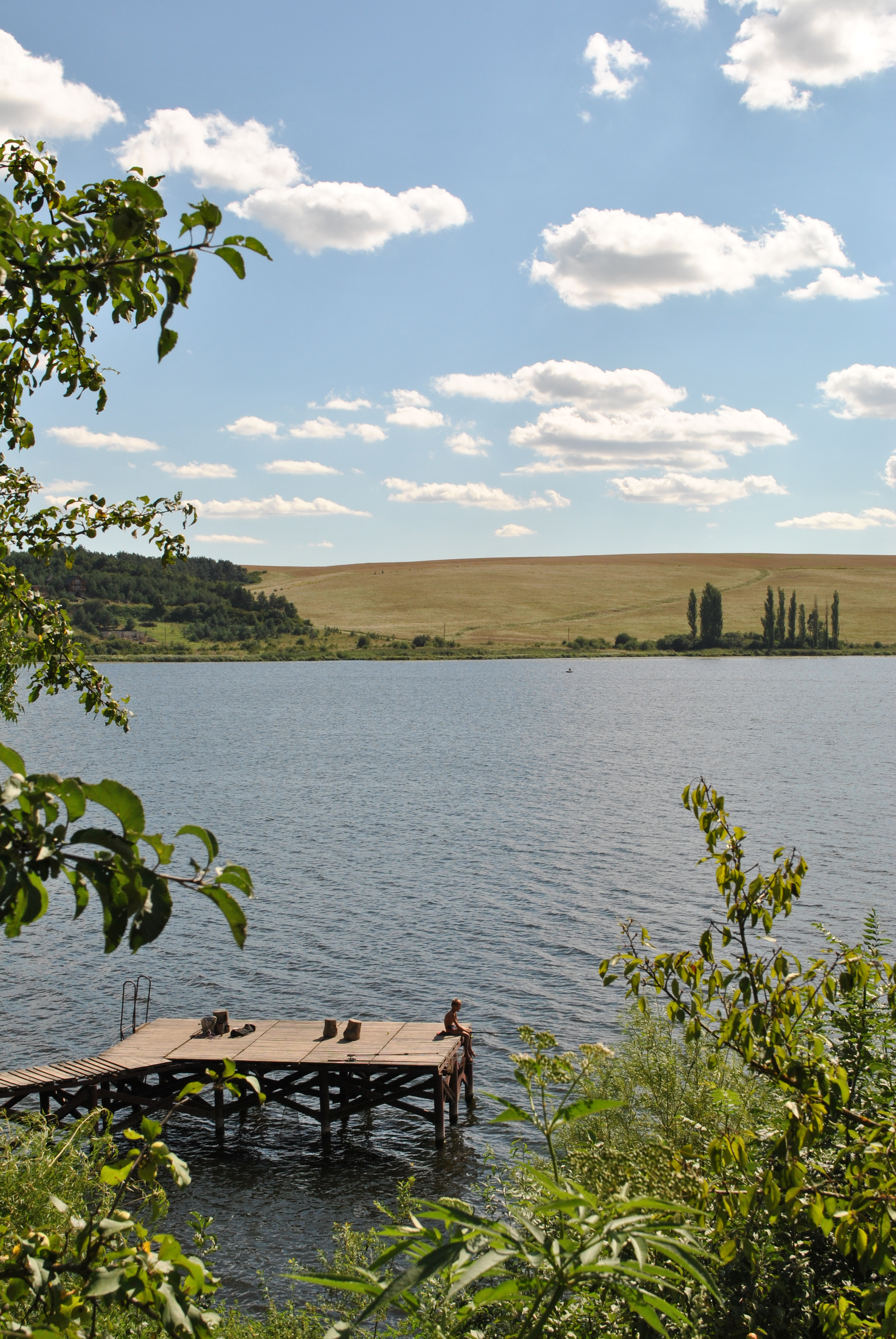
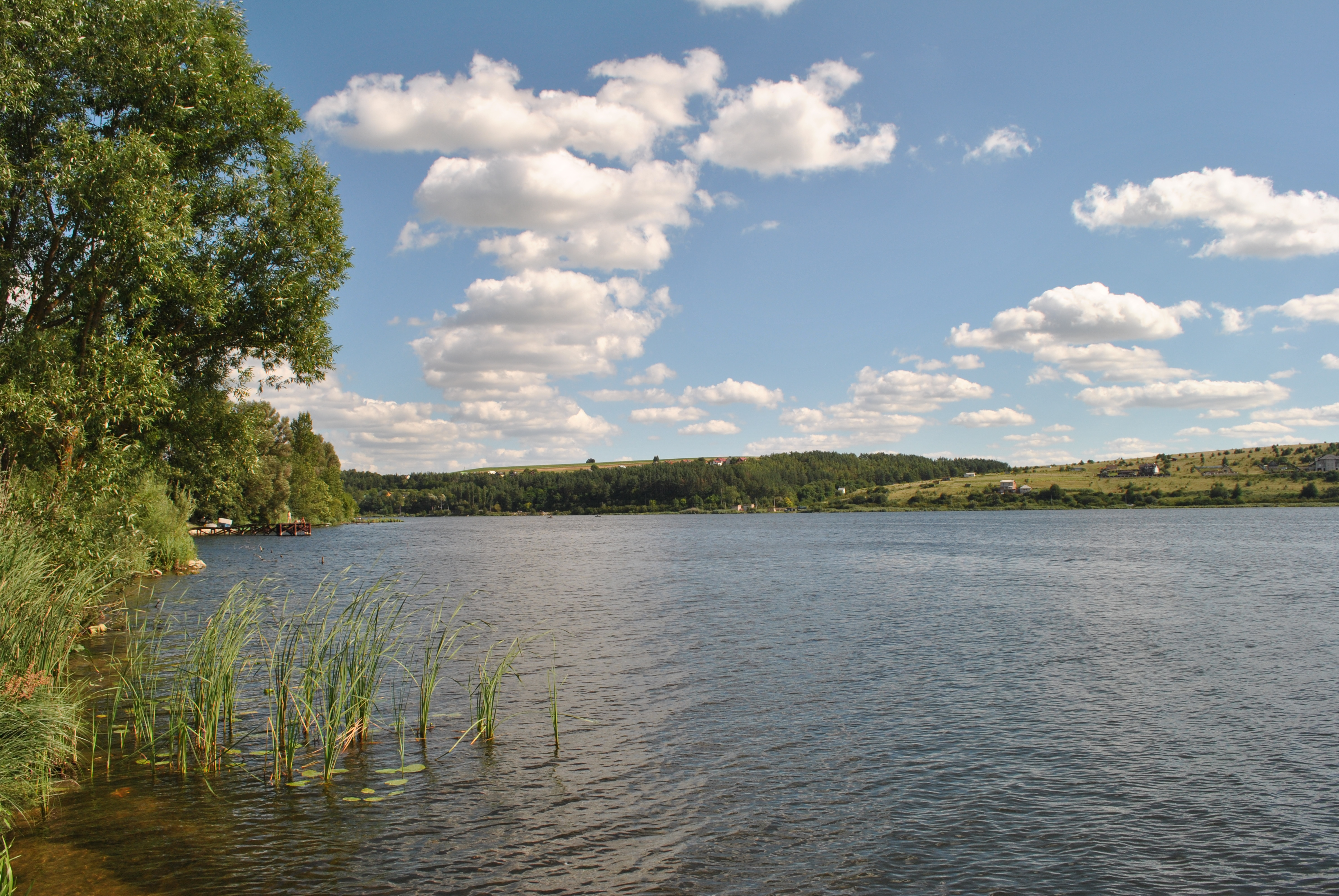
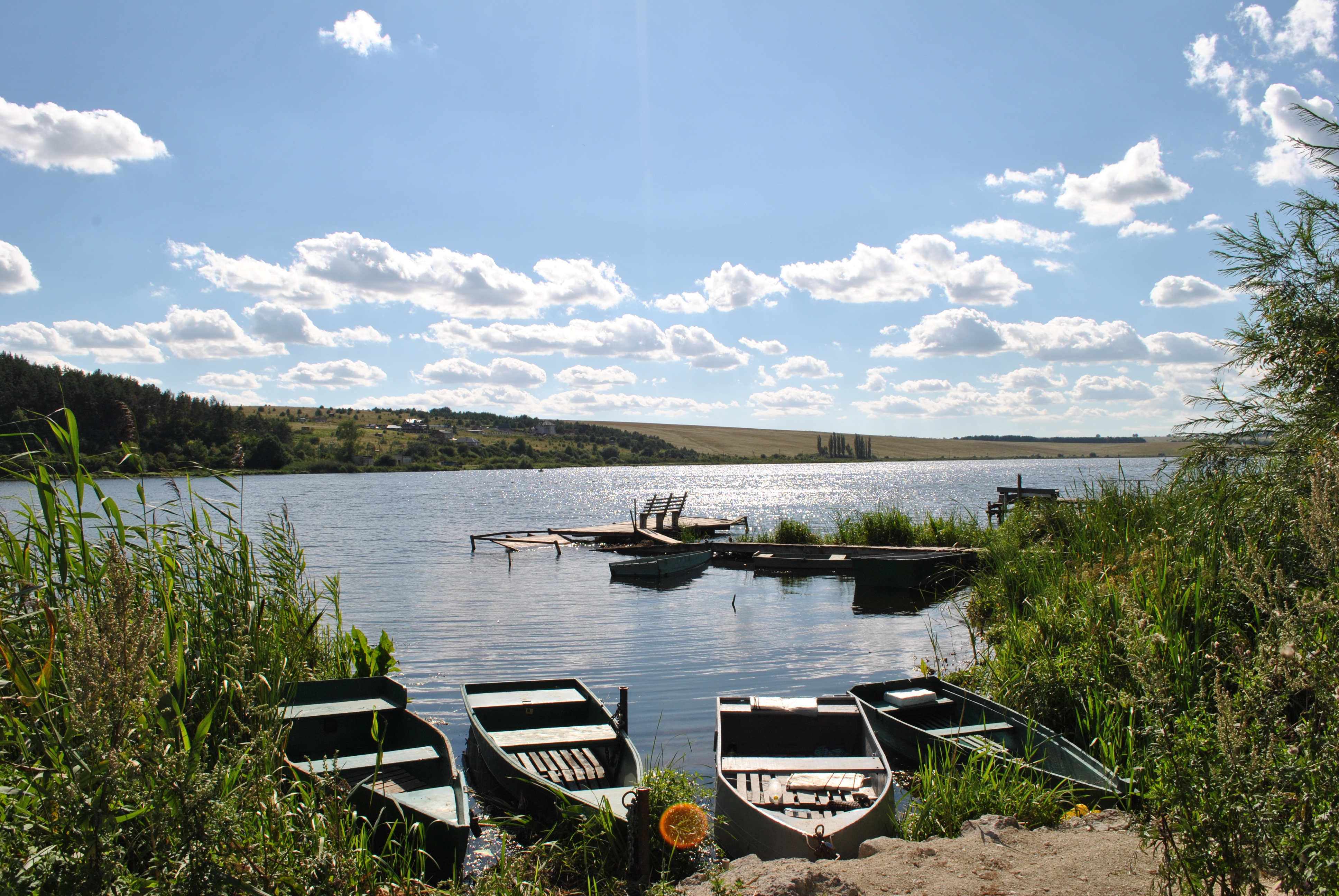

## Характеристика
Площа — 37,4 га.
Під охороною — ділянка Івачівської водойми, що є регулятором водного режиму верхньої частини басейну річки Серет і рівня ґрунтових вод прилеглих територій, а також місцем нересту й нагулу риби.